# Zingiber raja
Zingiber raja är en enhjärtbladig växtart som beskrevs av Chong Keat Lim och Kharuk. Zingiber raja ingår i släktet Zingiber och familjen Zingiberaceae. Inga underarter finns listade i Catalogue of Life.